# Gare de Marennes
Ne doit pas être confondu avec Gare de Marenne.
La gare de Marennes est une gare ferroviaire française, fermée, de la ligne de Cabariot au Chapus. Elle est située sur le territoire de la commune de Marennes, dans le département de la Charente-Maritime, en région Nouvelle-Aquitaine.
C'est une station lorsqu'elle est mise en service, en 1889, par l'Administration des chemins de fer de l'État. Elle est fermée en 1971, lors de l'arrêt du service des voyageurs sur la ligne.

## Situation ferroviaire
Établie à 8 mètres d'altitude, la gare de Marennes est située au point kilométrique (PK) 23,650 de la ligne de Cabariot au Chapus, entre les gares de Saint-Just-Luzac et de Bourcefranc, s'intercale l'arrêt des Bois de Pins.

## Histoire
L'installation d'une gare près du bourg de Marennes, se précise en 1880 avec une mise à l'enquête, dans le cadre du projet de ligne de Tonnay-Charente à Marennes et au Chapus. Le 20 décembre le ministre confirme qu'elle fait partie des points d'arrêts choisis.
La « station de Marennes » est mise en service le 17 février 1889 par l'Administration des chemins de fer de l'État, lorsqu'elle ouvre à une « exploitation restreinte » son « chemin de fer de Tonnay-Charente à Marennes et au Chapus ». L'ouverture officielle à une exploitation ordinaire de la « gare de Marennes » a lieu le 1er juillet 1889, elle est annoncée au journal officiel du 23 juin et dans la presse.
La gare de Marennes-État, devient le 14 février 1904 une gare d'échange avec le réseau de la Compagnie des chemins de fer économiques des Charentes lorsque celle-ci ouvre à l'exploitation ses « lignes de Pont-l'Abbé à Marennes et à La Cayenne de Seudre, avec embranchement de Marennes sur Saujon ».

La gare dans les années 1910
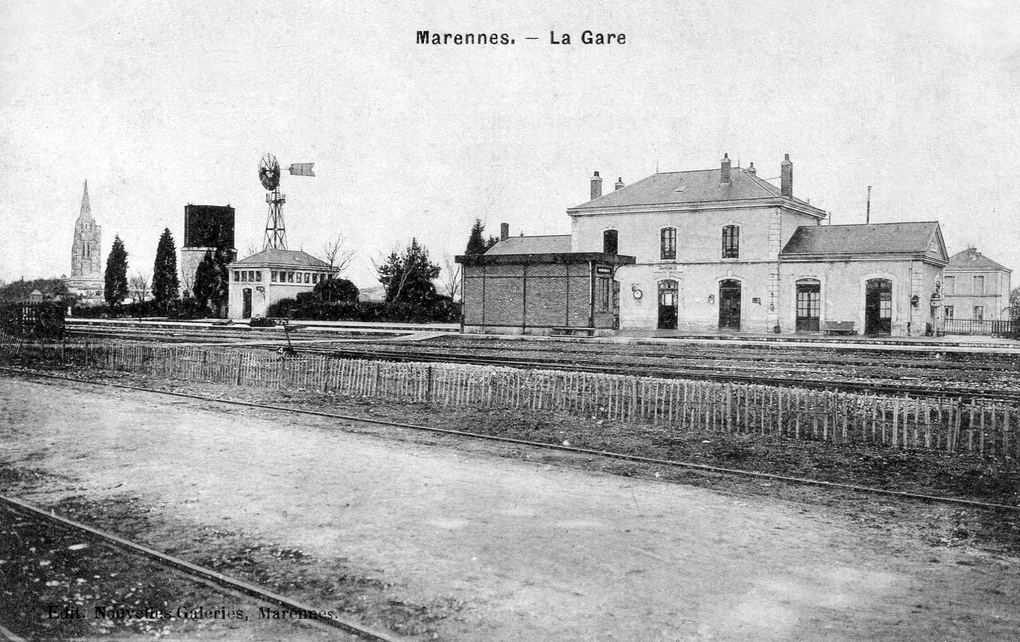
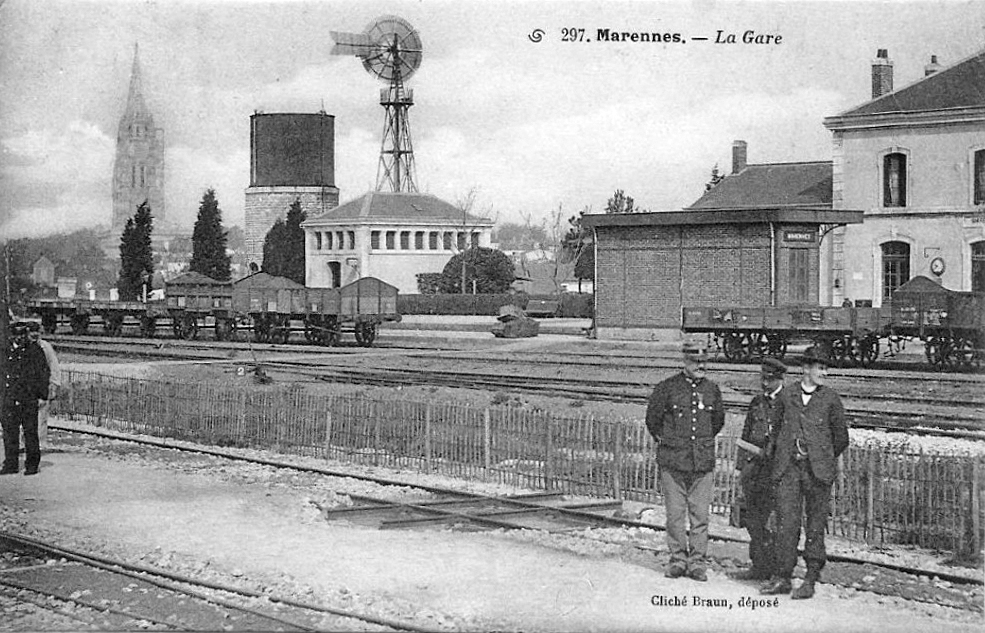
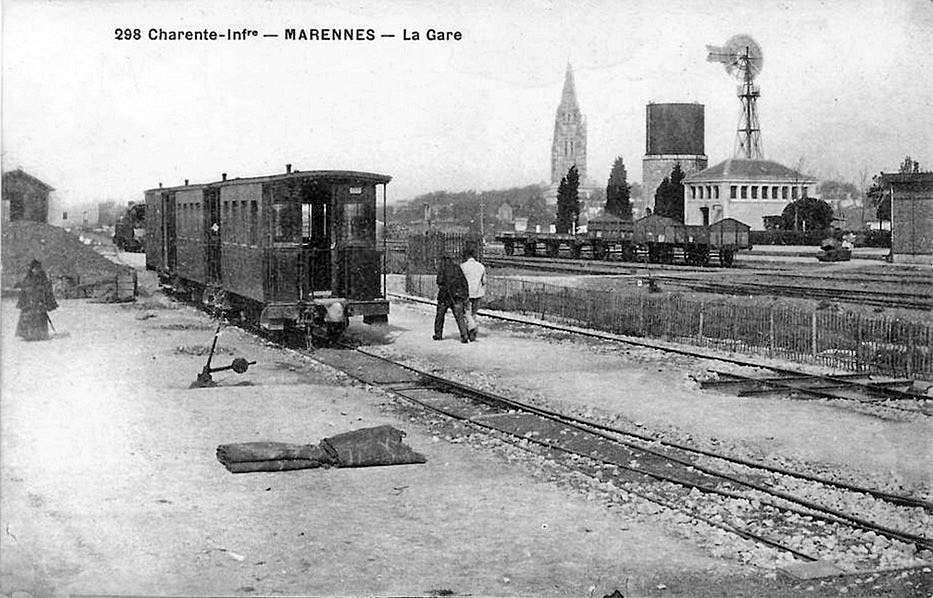

La ligne, et la gare, sont fermées au service des voyageurs le 26 septembre 1971.

## Patrimoine ferroviaire
Toute l'emprise de la gare de Marennes a été construite sous la forme d'un lotissement de pavillons. Par contre le bâtiment voyageurs d'origine est toujours présent, réhabilité en logements,.

Le bâtiment voyageurs réhabilité en immeuble d'habitation
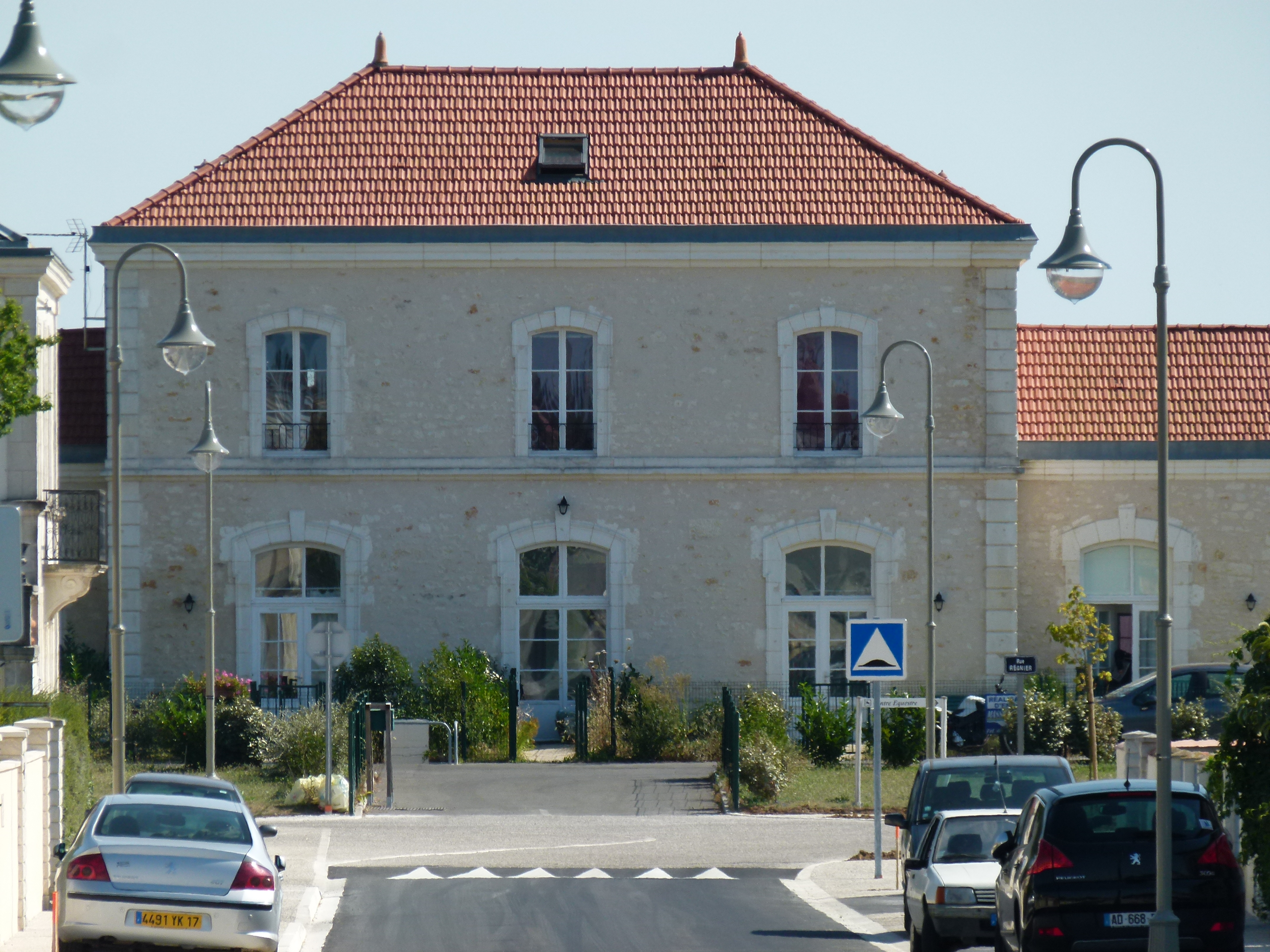
Juillet 2012.